# Fumiyuki Beppu
Fumiyuki Beppu (jap. 別府 史之, Beppu Fumiyuki; * 10. April 1983 in Chigasaki) ist ein ehemaliger japanischer Radrennfahrer.

## Werdegang
Beppu war sportlich als Jugendlicher beim Schwimmen engagiert. Nach zwei Jahren wechselte er zum Radsport und fuhr zunächst nur Bahnrennen, nach einem Jahr wechselte er zum Straßenradsport. 2003 startete er für den Verein VC La Pomme Marseille in Frankreich.
Nachdem Beppu 2003 Japanischer U23-Meister im Straßenrennen geworden war und 2004 eine Etappe des Giro della Valle d’Aosta gewonnen hatte, erhielt er ab 2005 beim Discovery Channel seinen ersten Vertrag bei einem UCI-Team. Für diese und andere Mannschaften bestritt und beendete er bis 2016 viermal den Giro d’Italia sowie je einmal die Tour de France und die Vuelta a España.
Beppu wurde bis 2016 wurde er zweimal japanischer Meister im Straßenrennen und dreimal im Einzelzeitfahren. 2008 und 2018 wurde er asiatischer Straßenmeister. 2008 und 2012 startete Beppu bei Olympischen Sommerspielen im Straßenrennen sowie im Einzelzeitfahren. 2008 in Peking konnte er das Straßenrennen nicht beenden und wurde im Einzelzeitfahren 38., vier Jahre später in London wurde er 22. im Straßenrennen und 24. im Zeitfahren.
Nach Ablauf der Saison 2021 beendete Beppu seine Laufbahn als Aktiver.
Beppus älterer Bruder Takumi war ebenfalls Radrennfahrer.

## Erfolge
2003
- Japanischer Meister – Straßenrennen (U23)

2004
- eine Etappe Giro della Valle d’Aosta

2006
- Japanischer Meister – Straßenrennen
- Japanischer Meister – Einzelzeitfahren

2008
- Asienmeister – Straßenrennen

2011
- Japanischer Meister – Straßenrennen
- Japanischer Meister – Einzelzeitfahren

2012
- Mannschaftszeitfahren Eneco Tour

2014
- Japanischer Meister – Einzelzeitfahren

2016
- Asienmeisterschaft – Straßenrennen

2018
- Asienmeister – Mannschaftszeitfahren
- Asienmeisterschaft – Straßenrennen
- Asienspiele – Straßenrennen
- Asienspiele – Einzelzeitfahren

## Grand Tours-Platzierungen

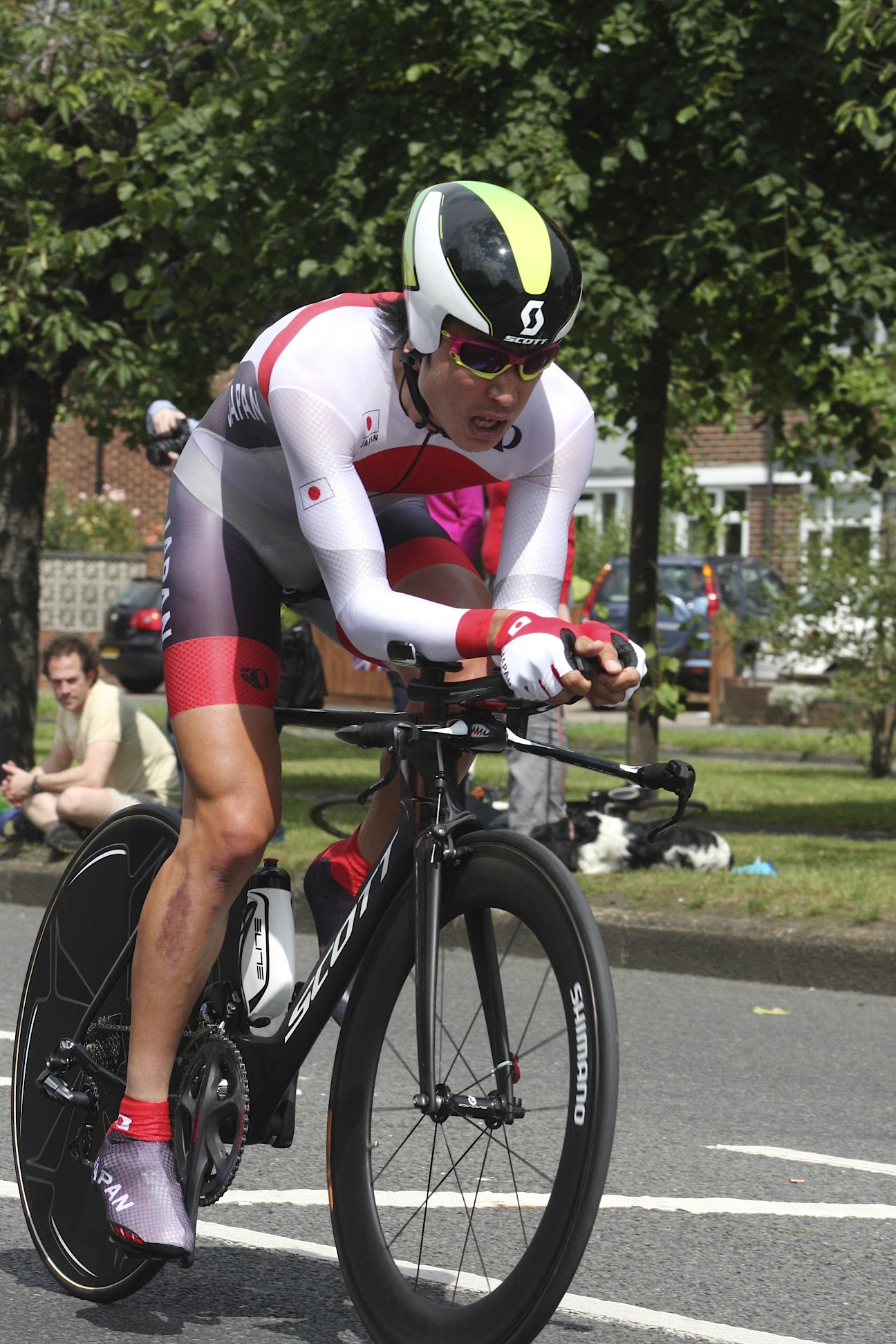
Beppu beim Einzelzeitfahren der Olympischen Spiele 2012

| Grand Tour            | 2009 | 2010 | 2011 | 2012 | 2013 | 2014 | 2015 | 2016 | 2017 | 2018 | 2019 | 2020 | 2021 |
| --------------------- | ---- | ---- | ---- | ---- | ---- | ---- | ---- | ---- | ---- | ---- | ---- | ---- | ---- |
| Giro d’ItaliaGiro     | –    | –    | 67   | 121  | –    | 82   | 117  | –    | –    | –    | –    | –    | –    |
| Tour de FranceTour    | 112  | –    | –    | –    | –    | –    | –    | –    | –    | –    | –    | –    | –    |
| Vuelta a EspañaVuelta | –    | –    | –    | –    | –    | –    | –    | 120  | –    | –    | –    | –    | –    |